# Boumalne Dades
Boumalne Dades (in arabo بومالن دادس‎?; in berbero: ⴱⵓⵎⴰⵍ ⵏ ⴷⴰⴷⵙ, Būmālen Dādis) è una città del Marocco, nella provincia di Ouarzazate, nella regione di Drâa-Tafilalet.
Si trova a circa 25 km dalla città di Kelaat Mgouna. Boumalne Dades è una città turistica, ospita grandi alberghi per accogliere i turisti diretti alle Gole di Dades, un grande ospedale e un liceo di grandi dimensioni.
La città è anche conosciuta come Boumal n'Dades.

## Villaggi
- Akboub
- Slillou
- Ait Abdrhim
- Imziln
- Tarmouchte
- Ait Bouallal
- Ait Ait Sidi Ali Bouamane
- Ait Bouyoussef
- Ait Abdoun